# Wanda Neumann

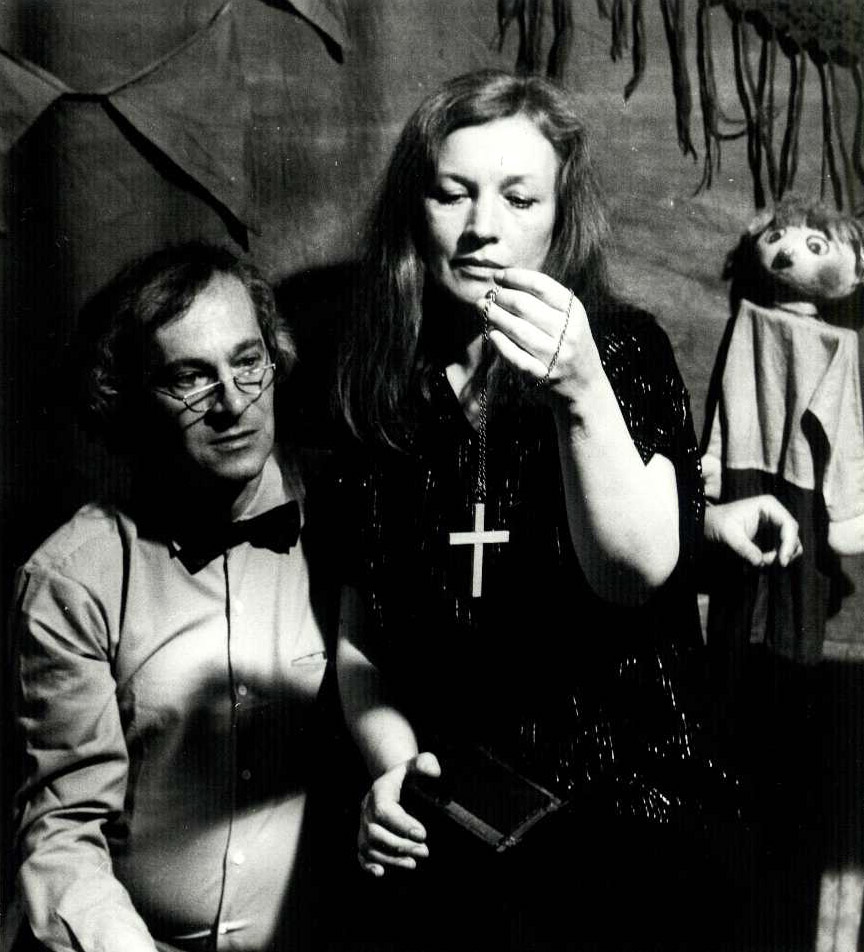
Wiesław Nowicki i Wanda Neumann (1986)

Wanda Neumann (ur. 24 listopada 1945 w Urbanowie) – polska aktorka.

## Życiorys
Urodziła się w wielkopolskim Urbanowie jako córka poety i nauczyciela Leona Neumanna (1912–1988). W 1964 ukończyła Liceum Muzyczne w Poznaniu, następnie studiowała w łódzkiej Państwowej Wyższej Szkole Filmowej, Telewizyjnej i Teatralnej. Studia ukończyła w 1968.
Żona aktora Wiesława Nowickiego, matka Doroty po mężu Holland (ur. 1972) i Eweliny Nowickiej, skrzypaczki i kompozytorki. W 1978 wspólnie z mężem założyła Teatr na Przymorzu, w którym jest dyrektorem artystycznym, reżyserem i opracowuje adaptacje sceniczne.

## Kariera teatralna
- Teatr Polski w Poznaniu (1968–1971)
- Teatr Nowy w Łodzi (1971–1973)
- Teatr Wybrzeże w Gdańsku (od 1973)
- Teatr na Przymorzu (od 1978)

## Filmografia

### Filmy
- 1967 Julia, Anna, Genowefa... jako Anna Wilimska
- 1968 Samotność we dwoje jako Hanka, służąca Hubinów
- 1969 Znicz olimpijski jako Hanka
- 1970 Południk zero jako Jadwiga Majka
- 1973 Drzwi w murze jako Krystyna
- 1973 Ciemna rzeka jako siostra Zenka
- 1974 Gniazdo jako księżniczka Dobrawa
- 1977 Milioner jako Kasia Banach
- 1978 Próba ognia i wody jako żona Janicza
- 1979 Po drodze jako Magda Sierańska
- 1982 Pensja pani Latter jako właścicielka pensji
- 1988 Powrót do Polski jako Maria Seydowa
- 1990 Prominent (Eminent Domain) jako uczestniczka ceremonii wodowania statku
- 1993 Żegnaj Ameryko! (Auf Wieder Sehen Amerika) jako haushalterin

### Seriale tv
- 1979 W słońcu i w deszczu jako Pelagia, siostra Bolka (odc. 1)
- 1990 Maria Curie (Marie Curie, une femme honorable) jako siostra Marii
- 1994–1995 Radio Romans jako Anna, kochanka Kazimierza Chocholaka (odc. 7–8, 10–11, 18–19, 21, 27–29)
- 2000 Piotrek zgubił dziadka oko, a Jasiek chce dożyć spokojnej starości jako klientka cioci Dzidzi
- 2002 Lokatorzy jako sędzina (odc. 97)
- 2003–2004 Na dobre i na złe jako Niedzielska (odc. 163, 165, 171–172, 174, 182, 184–185)
- 2005 Pensjonat pod Różą jako babcia Kingi (odc. 46–47)
- 2007 Sąsiedzi jako Izabela Mikułowska, matka Patrycji (odc. 121, 128, 133)
- 2008 Kryminalni jako Wanda Zielnik, matka Andrzeja (odc. 94)
- 2013 Prawo Agaty jako sędzia (odc. 44)
- 2014 Na Wspólnej jako matka Basi (odc. 1948)

### Spektakle Teatru TV
- 1970 Ballada żołnierska jako Nina Lubecka
- 1971 Węzeł jako Helena
- 1973 Biała zaraza jako Anetka
- 1974 Justyna jako Justyna Orzelska
- 1974 Nadzieja jako Mariettje
- 1976 Jesteś moją różą
- 1977 Młyn na wzgórzu jako Liza
- 1977 Powódź jako Lizzi
- 1977 Prawda wyższa niż księżyc
- 1978 Symfonia praska jako Dziewczyna, kobieta
- 1979 Ostatnia noc przed końcem rejsu jako Ela
- 1979 Własną drogą jako Ania Bokotowa
- 1980 Proces Alberta Forstera jako Tłumaczka
- 1988 My, niżej podpisani jako Violetta Nujkina

## Odznaczenia
- Złoty Krzyż Zasługi (2004)
- Srebrny Krzyż Zasługi (1985)
- Srebrny Medal „Zasłużony Kulturze Gloria Artis” (2009)[3]
- Odznaka „Zasłużony Działacz Kultury” (1996)

Źródło:.

## Nagrody i wyróżnienia
- „Złota Chryzantema”, nagroda w plebiscycie czytelników „Expressu Poznańskiego” za rolę Elżbiety Valois w Don Carlosie (1969)
- Nagroda za program Nasza Mała Europeizacja na Wrocławskich Spotkaniach Teatrów Jednego Aktora (1969)
- „Złota Chryzantema”, nagroda w plebiscycie czytelników „Expressu Poznańskiego” za rolę tytułową w Elektrze Sofoklesa w Teatrze Polskim w Poznaniu (1970)
- Wyróżnienie na X  Kaliskich Spotkaniach Teatralnych za rolę w Elektrze Sofoklesa w reżyserii Izabeli Cywińskiej (1970)
- Nagroda na XVI Festiwalu Teatrów Polski Północnej w Toruniu za rolę Dziewczynki, której się śni w przedstawieniu Sen Felicji Kruszewskiej w Teatrze Wybrzeże w Gdańsku (1974)
- Wielka Nagroda Widzów im. Iwo Galla dla najpopularniejszej aktorki Teatru Wybrzeże w Gdańsku (1976, 1977)
- Doroczna Nagroda Teatralna Wybrzeża za wybitną kreację aktorską w przedstawieniu Młyn na wzgórzu (1978)
- Nagroda Artystyczna Wojewody Gdańskiego za rolę Martirio w Domu Bernardy Alba (1984)
- Nagroda Prezydenta Miasta Gdańska w Dziedzinie Kultury z okazji jubileuszu 40-lecia pracy artystycznej (2008)[5]
- Nagroda Specjalna Marszałka Województwa Pomorskiego za wybitne zasługi w dziedzinie twórczości artystycznej oraz upowszechniania i ochrony kultury na rzecz mieszkańców województwa pomorskiego (2016)
- Nagroda Prezydenta Miasta Gdańska w Dziedzinie Kultury z okazji jubileuszu 50-lecia pracy artystycznej oraz Międzynarodowego Dnia Teatru (2018)[5]

Źródło:.